# (15414) Pettirossi
(15414) Pettirossi est un astéroïde de la ceinture principale.

## Description
(15414) Pettirossi est un astéroïde de la ceinture principale. Il fut découvert le 26 janvier 1998 à Kitt Peak par le projet Spacewatch. Il présente une orbite caractérisée par un demi-grand axe de 2,95 UA, une excentricité de 0,04 et une inclinaison de 3,2° par rapport à l'écliptique.

## Compléments